# AG2R Prévoyance 2002
Questa voce raccoglie le informazioni riguardanti l'AG2R Prévoyance nelle competizioni ufficiali della stagione 2002.

## Organico

### Staff tecnico
TM=Team Manager; DS=Direttore Sportivo.
|  | Naz.               | Ruolo | Sportivo       |  |  |  |
|  | ------------------ | ----- | -------------- |  |  |  |
|  | Francia (bandiera) | GN    | Vincent Lavenu |  |  |  |
|  | Francia (bandiera) | DS    | Laurent Biondi |  |  |  |
|  | Francia (bandiera) | DS    | Gilles Mas     |  |  |  |

### Rosa
|  | Naz.                |  | Sportivo             | Anno |  |  |
|  | ------------------- |  | -------------------- | ---- |  |  |
|  | Francia (bandiera)  |  | Christophe Agnolutto | 1969 |  |  |
|  | Spagna (bandiera)   |  | Mikel Astarloza      | 1979 |  |  |
|  | Estonia (bandiera)  |  | Lauri Aus            | 1970 |  |  |
|  | Lituania (bandiera) |  | Linus Balciunas      | 1978 |  |  |
|  | Francia (bandiera)  |  | Stéphane Bergès      | 1976 |  |  |
|  | Russia (bandiera)   |  | Aleksandr Bočarov    | 1975 |  |  |
|  | Belgio (bandiera)   |  | Ludovic Capelle      | 1968 |  |  |
|  | Spagna (bandiera)   |  | Iñigo Chaurreau      | 1973 |  |  |
|  | Francia (bandiera)  |  | Sebastien Demarbaix  | 1973 |  |  |
|  | Francia (bandiera)  |  | Laurent Estadieu     | 1973 |  |  |
|  | Francia (bandiera)  |  | Andy Flickinger      | 1978 |  |  |
|  | Francia (bandiera)  |  | Alexandre Grux       | 1976 |  |  |
|  | Francia (bandiera)  |  | Nicolas Inaudi       | 1978 |  |  |
|  | Lituania (bandiera) |  | Arturas Kasputis     | 1967 |  |  |
|  | Estonia (bandiera)  |  | Jaan Kirsipuu        | 1969 |  |  |
|  | Francia (bandiera)  |  | Julien Laidoun       | 1980 |  |  |
|  | Francia (bandiera)  |  | Thierry Loder        | 1975 |  |  |
|  | Estonia (bandiera)  |  | Innar Mandoja        | 1978 |  |  |
|  | Francia (bandiera)  |  | Lloyd Mondory        | 1982 |  |  |
|  | Francia (bandiera)  |  | Christophe Oriol     | 1973 |  |  |
|  | Francia (bandiera)  |  | Laurent Paumier      | 1973 |  |  |
|  | Francia (bandiera)  |  | Nicolas Portal       | 1979 |  |  |
|  | Estonia (bandiera)  |  | Erki Pütsep          | 1976 |  |  |
|  | Irlanda (bandiera)  |  | Mark Scanlon         | 1980 |  |  |
|  | Francia (bandiera)  |  | Olivier Trastour     | 1971 |  |  |
|  | Francia (bandiera)  |  | Ludovic Turpin       | 1975 |  |  |

## Palmarès

### Corse a tappe
- Circuit de la Sarthe

1ª tappa (Ludovic Capelle)
- Paris-Corrèze

2ª tappa (Andy Flickinger)
- Étoile de Bessèges

4ª tappa (Jaan Kirsipuu)
5ª tappa (Jaan Kirsipuu)
- Tour de France

5ª tappa (Jaan Kirsipuu)
- Tryptique des Barrages Under-23

3ª tappa (Lloyd Mondory)
- Tour de l'Ain

3ª tappa (Christophe Oriol)
Classifica generale (Christophe Oriol)

### Corse in linea
- Elva Rattaralli (Jaan Kirsipuu)
- Kuurne-Brussel-Kuurne (Jaan Kirsipuu)
- Tartu Tänavasõit (Jaan Kirsipuu)
- Rás an Turcaí Galway (Mark Scanlon)

### Campionati nazionali
- Campionati estoni

In linea (Jaan Kirsipuu)
Cronometro (Jaan Kirsipuu)
- Campionati irlandesi

In linea (Mark Scanlon)